# Karlsborg
Karlsborg ( PRONÚNCIA) ou Carlosburgo [carece de fontes?] é uma cidade da província histórica da Västergötland, na Suécia. É a sede da comuna de Karlsborg, pertencente ao condado da Västra Götaland. Está situada na margem oeste do lago Vättern, junto à desembocadura do canal de Göta.
Possui 5,08 quilômetros quadrados e de acordo com o censo de 2020, havia 3 749 habitantes.
Karlsborg é conhecida pela sua grande fortificacão do século XIX – o Forte de Karlsborg – pensado como um último reduto – inexpugnável – onde o rei e o governo se refugiariam em caso de invasão da Suécia por um poder militar estrangeiro. 
 
Hoje em dia, esta obra monumental de arquitetura militar é uma grande atração turística, aberta ao público durante todo o ano.

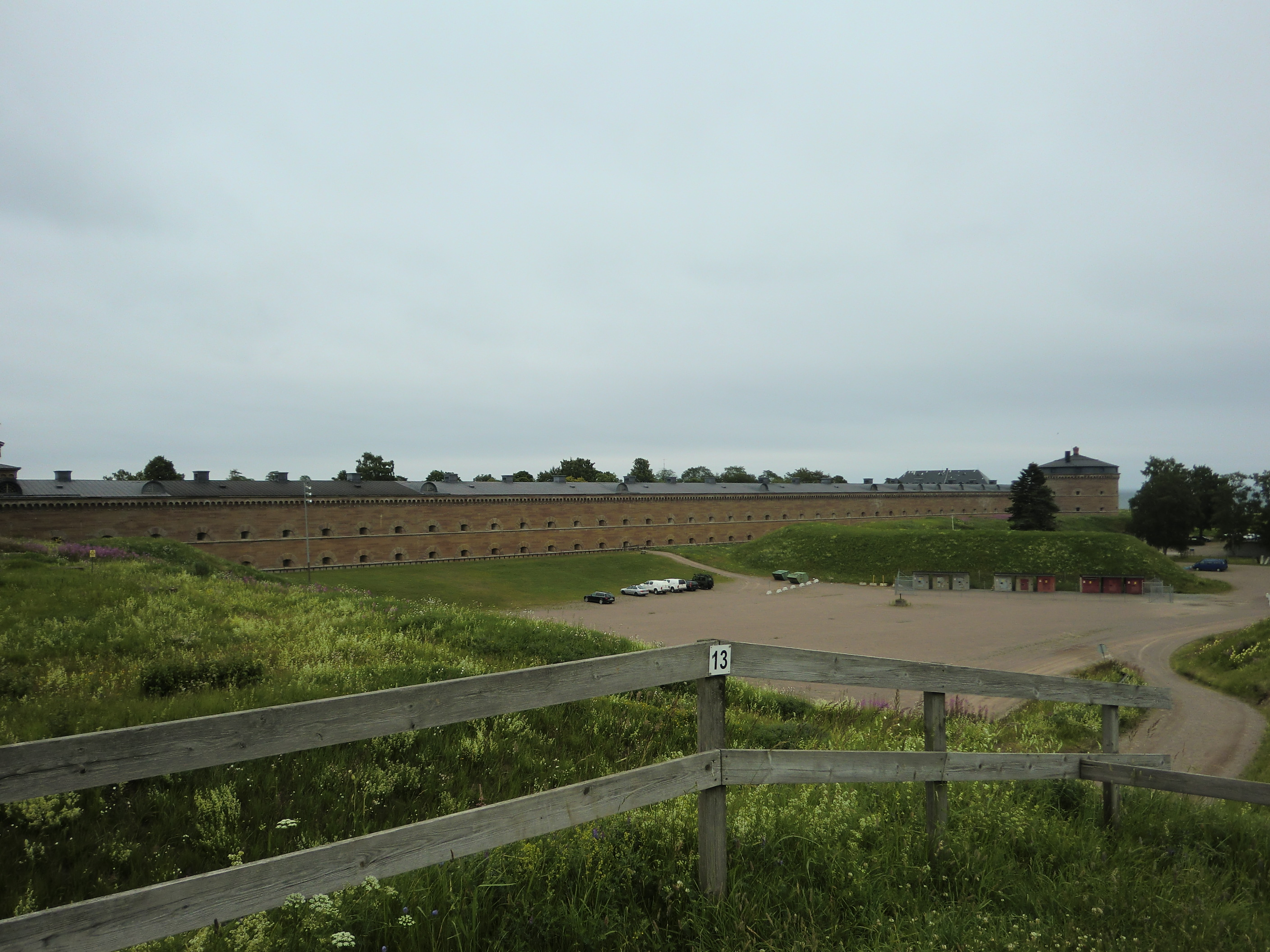
Vista do Forte de Karlsborg
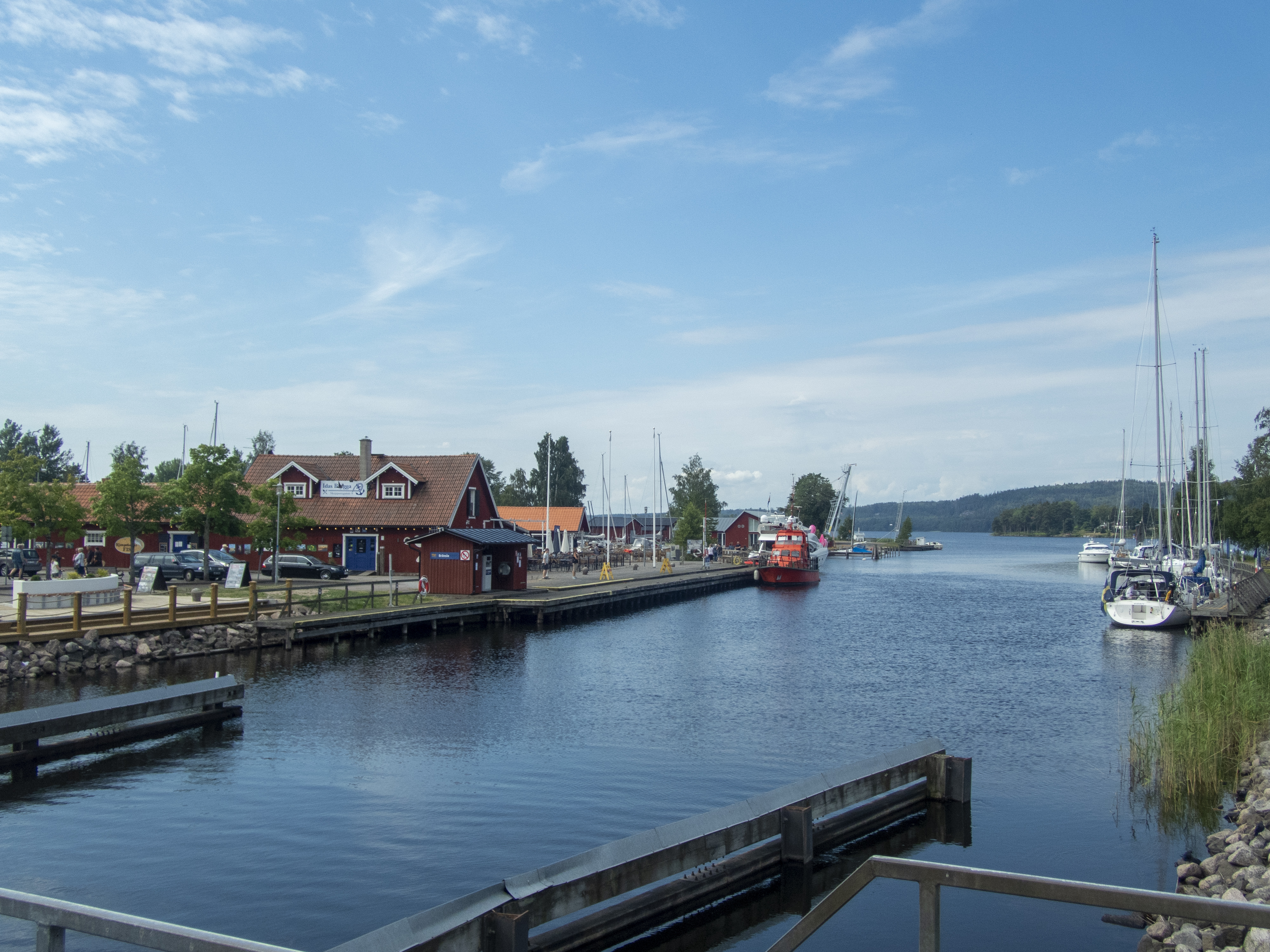
O canal de Göta em Karlsborg